# باب مک‌گراث
باب مک‌گراث (انگلیسی: Bob McGrath) (۱۳ ژوئن ۱۹۳۲ – ۴ دسامبر ۲۰۲۲) یک هنرپیشه و خواننده اهل ایالات متحده آمریکا بود.